# Mortal Kombat (jogo eletrônico de 2011)
Mortal Kombat (também conhecido como Mortal Kombat 9) é um jogo eletrônico de luta de 2011 desenvolvido pela NetherRealm Studios e publicado pela Warner Bros. Interactive Entertainment. É o nono título principal da série de luta Mortal Kombat e um soft reboot da franquia. Foi anunciado oficialmente em 10 de junho de 2010, acompanhado de um trailer de estreia apresentando as novas características da jogabilidade. O jogo foi lançado para PlayStation 3 e Xbox 360 em abril de 2011, e uma versão para PlayStation Vita foi lançada em maio de 2012. Uma versão expandida do jogo, intitulada Mortal Kombat: Komplete Edition, foi lançada para Xbox 360 e PlayStation 3 em fevereiro de 2012 e para Microsoft Windows em julho de 2013.
Embora tenha começado durante os eventos de Mortal Kombat: Armageddon, a trama do jogo é um retorno ao período mais antigo da série Mortal Kombat: incluindo os eventos de Mortal Kombat, Mortal Kombat II e Mortal Kombat 3 (bem como as duas atualizações do último título, Ultimate Mortal Kombat 3 e Mortal Kombat Trilogy). O enredo envolve o protetor divino da Terra, Raiden, tentando mudar as consequências dos eventos do Armagedom, contatando seu próprio passado enquanto enfrenta a derrota nas mãos do imperador de Outworld, Shao Kahn. Embora tenha personagens e níveis renderizados em três dimensões, a jogabilidade se distancia do estilo de gráficos totalmente 3D visto nos últimos quatro jogos, tendo uma semelhança mais próxima com a era 2D da série, usando uma câmera que é perpendicular aos dois campos de jogo dimensional. Coloquialmente, isso é chamado de 2.5D.
Após o lançamento, Mortal Kombat recebeu críticas positivas e ganhou vários prêmios de jogo de luta do ano. Também foi um sucesso comercial, vendendo um milhão de cópias apenas no primeiro mês. Devido ao seu conteúdo extremamente violento, o jogo foi banido na Austrália devido à falta de classificação adequada na categoria, e na Coreia do Sul, e foi supostamente indexado na Alemanha; a proibição australiana foi posteriormente levantada devido à introdução de uma classificação R-rated +18 e o jogo foi lançado com muitos outros jogos R-rated em maio de 2013.

## História
Raiden, prestes a ser assassinado por Shao Kahn, faz um feitiço no seu agora partido amuleto mágico, direcionando-o a contactar seu alter ego no passado com a mensagem "Ele deve vencer!". Antes de ser "morto", Raiden transporta sua essência para si mesmo no passado e, desta forma, tem uma segunda chance para alterar os eventos e cumprir sua missão: proteger a Terra (Earthrealm) dos invasores da Exoterra (Outworld).
Durante os eventos do primeiro torneio Mortal Kombat (organizado por Shang Tsung), Raiden, no passado, tem visões do futuro do agora partido amuleto. O Deus do Trovão chega à conclusão que Liu Kang vai ganhar o torneio e salvar Earthrealm de Outworld. Apesar de Liu Kang ter sucesso, o amuleto de Raiden continua a deteriorar-se: um sinal que os eventos do futuro continuam sem mudar.
Desapontado com a derrota de Outworld, o imperador do reino Shao Kahn ordena a execução de Shang Tsung, mas muda de ideia quando o feiticeiro sugere um segundo torneio em Outworld (Mortal Kombat II). Raiden tenta mudar a linha do tempo, substituindo Liu Kang por Kung Lao como campeão do segundo torneio. Shao Kahn, no entanto, mata Kung Lao após a sua vitória. Liu Kang reage, espancando com toda a sua fúria o perverso imperador, quase o matando-o. Apesar disso, o amuleto de Raiden continua a deteriorar-se.
Shao Kahn alia-se ao seu benfeitor (Quan Chi) e invade Earthrealm (Mortal Kombat 3). Nightwolf, Raiden e Liu Kang, entre outros, unem-se na tentativa de parar Shao Kahn, mas muitos dos aliados são mortos pela agora ressuscitada mulher de Shao Kahn (Sindel). Shao Kahn desintegra Shang Tsung, dando o poder do mago a Sindel. Na tentativa de matar Sindel, Nightwolf sacrifica-se.
Raiden, confrontando Quan Chi e sabendo da sua aliança com Shao Kahn, conclui que a mensagem "Ele deve vencer!" se refere ao próprio Shao Kahn... mas, se a Kahn fosse permitido unir Outworld e Earthrealm, ele seria castigado pelos Deuses Anciãos por ter violado o código de Mortal Kombat. Liu Kang, no entanto, culpa Raiden pela morte dos seus aliados e resolve lutar sozinho contra Shao Kahn. Ao tentar preservar o futuro, Raiden tenta parar Liu Kang, mas fere o guerreiro acidentalmente. Liu Kang acaba por morrer, vítima dos ferimentos. Com culpa pela morte de Liu Kang, Raiden rende-se a Shao Kahn, que, aproveitando-se da passividade do Deus do Trovão, dá-lhe uma humilhante surra. Quando está prestes a matar o Guardião de Earthrealm, os Deuses Anciãos intervêm: Raiden é tomado por poderes muito maiores do que ele tem, além de ser, temporariamente, possuído pelos Deuses Anciãos! Após a sentença de Shao Kahn ser anunciada, Raiden luta contra ele... mas, desta vez, o Deus do Trovão massacra o imperador! Usando o pouco de força que lhe resta, Kahn se levanta e parte para cima de Raiden. Sem hesitar, o herói libera as áspides místicas, que envenenam o vilão com energia letal, fazendo com que seu corpo e sua alma explodam e se desintegrem na estratosfera, tirando a aura negra da Terra e, desta forma, acabando com o portal entre o nosso mundo e a Exoterra. Raiden fica aliviado com a morte de Kahn, mas se culpa pela morte dos outros guerreiros e por não ter chegado a tempo de ajudá-los. Sonya o consola, dizendo que ele fez tudo que era possível para proteger o mundo e que em guerras, baixas eram inevitáveis. Após ter matado Shao Kahn, Raiden promete reconstruir Earthrealm com os sobreviventes Johnny Cage e Sonya Blade.
Em uma cena pós-créditos, descobre-se que Quan Chi está secretamente aliado com o seu mestre Shinnok, que planeja tomar vantagem do caos e da morte de Shao Kahn para conquistar Outworld e Earthrealm em nome de Netherrealm (submundo), eventos estes retratados em Mortal Kombat 4.

## Jogabilidade

Captura de ecrã de uma luta entre Sektor e Reptile. Embaixo a "Barra de Especial", uma em estado de "X-Ray" e outra em "Super Move", e do lado direito o contador de hits do sistema de combo

O jogo retorna as suas raízes, com lutas com movimentação completamente 2D, mas gráficos em 3D, onde não há mais possibilidade de se esquivar dos golpes andando para os lados e é o jogo mais rápido da série. Ao invés do clássico controle com Soco e Chute, Alto e Baixo, terá um botão para cada membro sendo Braço e Perna, Esquerda e Direita.
O jogo conta com vários modos de jogo. O principal é o Kombate, onde permite lutas um contra um ou em duplas, permitindo até 4 jogadores lutarem na mesma partida. Outro modo de jogo é a Torre dos Desafios, que consiste em uma grande torre dividida em 300 partes, onde cada parte contém um desafio a ser completado com um personagem especifico. Alguns dos desafios que compões a torre são os Minigames Teste sua Força, em que o jogador deve apertar freneticamente os botões do controle com o objetivo de acumular força para quebrar certos objetos; o Teste seu Golpe, onde o jogador deve acumular uma quantidade muito precisa de força para quebrar somente o objeto que está em uma pilha; o Teste sua Sorte, onde uma roleta sorteia várias condições especiais para a luta; e o Teste sua Percepção, onde um objeto é escondido em um dos vários copos/crânios e são embaralhados e cabe ao jogador descobrir onde estão.
Durante as lutas foram adicionados vários novos sistemas e alguns reformulados, como os combos, onde pode-se ligar quase todos os golpes tendo poucos golpes que não tem ligação ou combos já programados e alguns personagens podem usar armas durante eles. Além disso os combos podem ser ligados com o parceiro no modo Tag-Team, assim criando sequencias únicas com dois personagens. Ao jogo também foi adicionada uma barra, que é usada para fazer movimentos especiais. Ela dividida em 3 níveis que podem respectivamente tornar os golpes especiais mais fortes, revidar um golpe e o Movimento de Raio-X, um combo mostrando os danos causados pelos golpes diretamente nos ossos e órgãos dos adversários, podendo retirar até 50% da vida do oponente dependendo do personagem. E por fim também há os Golpes Finais, um movimento em que se faz uma sequência de botões para finalizar o oponente de uma forma violenta, além dos movimentos finais de cada personagem, há o Fatality de Arena ou Stage Fatality, agora inovado, ao invés de simplesmente desferir um uppercut no oponente, o jogador executa um movimento que o leva a uma morte consequente (Ex: Na floresta viva, ao invés de dar um gancho no oponente, o personagem o agarra pelo ombro e o braço e o arremessa na boca de uma árvore que mastiga até que as pernas quebrem e se desprendam do corpo). Há também a inclusão do famoso Babality, em que o oponente volta a ser um bebê chorão. (Ex: Reptile, quando é pego por um, torna-se um ovo de réptil e eclode, tornando-se um "bebê-réptil", começando a chorar e cuspir ácido).
O jogo também conta com um sistema Online muito amplo, onde além de permitir que dispute partidas contra outras pessoas via Xbox Live e PSN, pode-se compartilhar as informações de jogo e o progresso no Facebook e Twitter, numa tentativa de recriar a sensação de se socializar nos antigos Arcades. Além do modo Kombate o jogo conta com um modo exclusivo para os jogos onlines, o King of the Hill onde oito jogadores se alternam em lutas, e os espectadores podem comentar e classificar os lutadores.

## Personagens
Ed Boon mencionou em uma entrevista à IGN que o jogo será centrado nos personagens de Mortal Kombat, Mortal Kombat 2 e Mortal Kombat 3. "Se você tem um personagem favorito dos jogos, provavelmente você verá ele ou ela no jogo". O jogo conta com 27 personagens, sendo eles Baraka, Cyrax, Ermac, Jade, Jax,  Johnny Cage, Kabal, Kano, Kitana, Kung Lao, Liu Kang,  Mileena, Nightwolf, Noob Saibot, Quan Chi, Raiden, Reptile, Scorpion, Sektor, Shang Tsung,  Sheeva, Sindel, Smoke,  Sonya Blade, Stryker, Sub-Zero e sua forma alternativa, Cyber Sub-Zero.
Goro, Kintaro e Shao Kahn também aparecem no jogo, mas como personagens não jogáveis e como chefes. O personagem Kratos, da série God of War, também está disponível como personagem jogável na versão de Playstation 3. Personagens também foram adicionados via DLC, sendo 4, Kenshi, Skarlet, Rain e Freddy Krueger, cada um com apenas uma roupa, mas com movimentos e finalizações próprios. Além disso, alguns personagens dos jogos anteriores fazem participação, mas não como personagens jogáveis e sim em arenas e animações durante o jogo, como por exemplo Skarlet e Tanya que aparecem acorrentadas na Arena de Shao Kahn, exceto quando Skarlet está em luta, nesse caso Kitana aparece acorrentada, ou os lutadores Daegon, Kenshi, Reiko, Frost e Sareena lutam entre si aleatoriamente na arena O Fosso. Motaro, que faria parte do jogo, foi cortado, mas ele aparece no Modo História, porém, sua participação é apenas discreta, sem nenhuma importância. Os personagens que apareceram nos jogos anteriores, aparecem no início do modo história como, Bo' Rai' Cho, Kung Jin, Shinnok, Khamaleon, Moloch, Tremor, Onaga, Kira e Fujin.
Os desenvolvedores da equipe afirmaram que os personagens foram criados com a intenção de tornar cada personagem único. Com essa ideia, os desenvolvedores deram a cada personagem animações individuais para levantar-se, para entrar na luta e sair da arena, além de uma fighting stance própria. John Edwards diz que se focaram na individualidade, assim, cada personagem é diferente do outro, mais fraco e rápido ou mais forte e lento, mas ofensivo ou mais defensivo, entre outros.  Foi afirmado também que nenhum personagem terá animações compartilhadas. O produtor de Mortal Kombat, Shaun Himmerick, afirmou que o projeto interno e externo dos personagens levou cerca de "dois meses a dez semanas", citando que os personagens não podem ser iguais por dentro, como Reptile e Mileena, que têm estruturas faciais únicas e personagens robóticos que tem cabos ao invés de tendões.

## Desenvolvimento

Tela de seleção de personagens apresentado ainda no início da produção do jogo

Mortal Kombat foi sugerido por Ed Boon, em janeiro de 2009, logo após o lançamento do jogo anterior da franquia, Mortal Kombat vs. DC Universe. Em uma entrevista de novembro de 2008, Boon declarou que acreditava que o desempenho de Mortal Kombat vs DC Universe iria refletir sobre o que seria colocado "no próximo jogo", presumivelmente Mortal Kombat 9. Em 18 de Agosto de 2009, Boon confirmou na sua página do Twitter que estavam fazendo captura de movimentos para o jogo. Ele também revelou que o jogo não teria super-heróis, eliminando imediantamente a chance de uma sequência do Mortal Kombat vs. DC Universe. Mais tarde descobriu-se que esperavam que Dan Forden retorna-se como o compositor de música para o jogo.
No final de 2009, Ed Boon disse que eles estavam voltando às suas origens sangrentas e eles estavam tentando ter uma classificação "Mature", ao contrário da classificação "Teen" alcançada pelo jogo anterior. Ele ainda questionou se estava indo longe demais e mostrou preocupação de cruzar a classificação "Adult Only". Mortal Kombat foi anunciado oficialmente em 10 de Junho de 2010 com versões para Xbox 360 e PlayStation 3 em 2011. Um trailer foi liberado no mesmo dia, o que mostrou o jogo voltou a sua jogabilidade 2D e também apresentou outros novos recursos, incluindo um modo Tag Team.  Em 31 de agosto de 2010, um trailer do jogo surgiu na IGN, intitulado "Shadows", para a versão de Playstation 3 do jogo. Ele inclui uma das novas faixas da banda Disturbed chamada "Another Way to Die".
Em 28 de setembro de 2010, uma contagem regressiva foi iniciada no site oficial do Mortal Kombat que terminaria na segunda-feira de 11 de outubro de 2010. As palavras, "Kombat Begins In..." foram colocados acima da contagem regressiva. Após a contagem regressiva terminar, um link foi adicionado a página do Facebook. Um aplicativo do Facebook também foi lançado que mostra um pequeno trailer mais recente do jogo. Em 4 de outubro de 2010, uma bio da arena The Pit foi lançada, mostrando o processo de criação da arena The Pit nos jogos passados e a evolução dele ao longo dos anos. Um vídeo similar foi lançado em 12 de novembro de 2010, desta vez sobre a arena "Living Forest", dando informações sobre o processo de criação e sua evolução através dos títulos da série Mortal Kombat. Em 19 de outubro de 2010, um novo teaser foi lançado, sob a forma de uma biografia do personagem Scorpion. Em 12 de novembro de 2010, outro teaser foi lançado, desta vez de Sub-Zero.

### Lançamento
O Mortal Kombat estava disponível por pré-encomenda em três diferentes versões: "Standard Edition", "Kollector's Edition" e "Tournament Edition". A Standard Edition consistia em uma cópia do Mortal Kombat. Já a Kollector's Edition continha uma cópia do Mortal Kombat, Action-Figures do Sub-Zero e Scorpion, um livro de artes conceituais e um traje e fatality clássico para download. O Tournament Edition é o mesmo que o Kollector's Edition , mas ao em vez de ter Action-Figures e o livro, contém um Arcade Stick. Fazendo a compra do jogo nas lojas GameStop, Best Buy e Amazon.com podia-se adquirir o traje e fatality clássico de Scorpion, Sub-Zero e Reptile, respectivamente.

### Design

Embalagem da versão Kollector's Edition

O desenvolvimento de Mortal Kombat foi iniciado logo após o lançamento de Mortal Kombat vs. DC Universe. Sendo o primeiro título da série Mortal Kombat a ser anunciado sob o nome da Warner Bros, Os desenvolvedores logo mostraram que queriam envolver os fãs dos antigos jogos na nova geração de jogos da série Mortal Kombat. Os desenvolvedores criaram contas no Twitter e visitaram fóruns para descobrir o que os fãs queriam em um novo Mortal Kombat. Enquanto faziam a pesquisa, os desenvolvedores descobriram que as características mais desejada para um novo Mortal Kombat era: o retorno a um jogo com classificação para Adultos com sangue e violência, um profundo mecanismo de luta e muitas mortes. Os desenvolvedores decidiram que estas características eram as que deveriam ser incluidas no novo jogo. Quando perguntado sobre a influência da Warner Bros sobre Mortal Kombat, Boon respondeu, "nada mais que positivo", afirmando que a Warner Bros queria dar a NetherRealm Studios tempo suficiente para lançar um jogo de qualidade quando a equipe estivesse confiante o bastante para o lançamento.
O desenvolvimento dos fatalities foi feito em forma de reuniões, onde os membros da equipe mostravam suas ideias para o resto da equipe. Se o conceito fosse bem recebido, em seguida, a equipe procuraria incluir-lo no jogo, no entanto, alguns conceitos não passariam se fossem considerados preocupantes pela equipe.

Kung Lao realiza um fatality em Baraka.

O Motor de jogo de Mortal Kombat é uma versão fortemente modificada do Unreal Engine 3, semelhante ao mecanismo usado pelo seu antecessor, Mortal Kombat vs. DC Universe. Para o Mortal Kombat, os desenvolvedores criaram novos mecanismos para criar uma experiência mais imersiva. Para criar um mecanismo de combate mais profundo, os desenvolvedores recriaram o motor de jogo inteiro lutando para que ele se restringi-se somente a um plano de luta 2D. O Produtor Sênior, Hans Lo, declarou na Gamescom 2010 que a mudança de estilo de jogabilidade 3D para o 2D foi vantajoso para Mortal Kombat, dizendo que "libera mais os processadores" e listando as melhorias gráficas que poderiam ser feitas nos personagens e arenas, podendo também aumentar a velocidade do jogo. Um novo mecanismo para o Mortal Kombat é a inclusão de "física de sangue" em que o sangue que os personagens perdem durante a luta comporta-se naturalmente ao contrário de jogos anteriores, onde o sangue sai voando e cai sobre o adversário ou no piso. As arenas foram criados com, pelo menos, "uma característica única", assim tornando cada arena única. Especificamente arenas como o deserto terão uma física que permitirá um movimento mais realista da areia, enquanto os personagens se movem nela.
Foi revelado na conferência de imprensa da  Sony na E3 que Mortal Kombat será compativel com o modo 3D. Ed Boon disse que, ao lidar com a capacidade 3D, eles tiveram que colocar mais atenção nos elementos que aparecem entre o jogador e a câmera, para não obstruir a jogabilidade.  Ed Boon declarou em entrevista ao site Kotaku que o modo de extras, "The Krypt" dos jogos anteriores voltará em Mortal Kombat e terá um "sistema complexo e sofisticado para desbloqueá-los." Mortal Kombat tem tantos itens desbloqueáveis, que de acordo com Boon "envergonha os outros jogos da série". Em uma entrevista a Game Informer, Ed Boon disse que a equipe de desenvolvimento pretende incluir alguns elementos humorístico no jogo usando o "Toasty" e os Babalities como exemplos, mas não pretendem exagerar neles. Ed Boon disse que a equipe está pretendendo criar uma versão para PCs, já que "parece ter um grande mercado na Europa".

### Conteúdo transferível
A equipe de desenvolvimento de Mortal Kombat planeja adicionar Downloadable Content (DLC) ao jogo. Alguns exemplos de prováveis DLCs são personagens, arenas, e fatalities. Para o download de personagens, eles planejam usar o DLC para colocarem personagens do Mortal Kombat 4 em diante e personagens jamais vistos na série. Ed Boon explicou que não será necessario comprar um código separado do jogo para desbloquear os DLCs. A equipe de desenvolvimento declarou que um problema que surge com os DLCs é como os jogadores que não tem certos DLCs poderão jogar com os que tem esses conteúdos. Uma ideia que surgiu para corrigir esse problema seria que todos os jogadores poderiam baixar estes conteúdos gratuitamente, mas os desenvolvedores continuam a dizer que a solução para esta questão ainda está para ser encontrada. Até o momento os personagens disponíveis para download são: Kenshi, o Espadachin Cego; Skarlet, A Guerreira e Rastreadora feita de Sangue; Rain, O Príncipe de Edenia; e Freddy Krueger, o Ladrão de Sonhos.

### Modo Online
Os desenvolvedores do Mortal Kombat afirmaram que o modo online para o jogo é uma das principais prioridades, o que os editores da GamePro chamaram de "medida inteligente", e em Janeiro de 2010 uma captura de ecrã da PSN ID de Ed Boon foi publicada, o que sugeriu que os testes do modo online de Mortal Kombat já havia sido iniciado. A equipe de desenvolvimento demonstrou interesse em associar a jogabilidade online com a capacidade de fazer com que o Facebook e ao Twitter se atualiza-se mostrando o progresso do jogador, como os resultados das partidas online. Os desenvolvedores querem utilizar esses recursos online para recriar a sensação de conviver com jogadores em um arcade.

## Komplete Edition
Em Janeiro de 2012, a Warner Bros. Interactive Entertainment anunciou Mortal Kombat: Komplete Edition, que foi lançado em Fevereiro de 2012 na América do Norte e em Março de 2012 no Reino Unido. Descrito como "uma versão de conteúdo rico", contém o jogo e todo o conteúdo transferível disponível. A edição norte americana inclui também códigos para o álbum Mortal Kombat: Songs Inspired By The Warriors bem com o filme de 1995 Mortal Kombat (via PlayStation Store ou Xbox Live). O lançamento europeu não inclui os códigos para o filme e para a banda sonora.
A versão de PlayStation Vita de Mortal Kombat contém o conteúdo da Komplete Edition e inclui novos equipamentos bem como o novo modo: Challenge Tower, que não estavam disponíveis nas versões das consolas. Foi lançado a 1 de maio de 2012 na América do Norte e a 4 de maio na Europa.  A versão de PlayStation Vita não foi lançada na Austrália. A versão de PC possui todos os jogadores, os 4 oferecidos para download e mais os itens personalizáveis.

## Recepção

### Pré-Lançamento
A PC Magazine classificou o novo jogo da série Mortal Kombat como um dos mais aguardados da E3. O estande do Mortal Kombat na E3 2010 recebeu os prêmios "Melhor Jogo de Luta da E3" e "Melhor Demonstração da E3" pela GameSpot, e o prêmio "Melhor Jogo de Luta da E3" pela GameTrailers. A GameSpy anunciouMortal Kombat como "O Jogo de Luta do Show" no "Best of E3 2010". A Game Informer classificou Mortal Kombat como o melhor jogo de luta da E3 2010. A Game Informer classificouMortal Kombat como o oitavo no "E3 Hot 50" chamando Mortal Kombat de "...o jogo mais violento de todos os tempos..." Mortal Kombat foi nomeado para o prêmio de melhor jogo de luta da E3 2010 pela Game Critics Awards, mas perdeu para Marvel vs. Capcom 3: Fate of Two Worlds. Na PAX 2010, Mortal Kombat conquistou o prêmio de "Melhor do Show" pela Destructoid.

### Pós-Lançamento
Mortal Kombat ganhou o prêmio de Melhor Jogo de Luta no Spike Video Game Awards 2011.